# Rompehielos Iósif Stalin

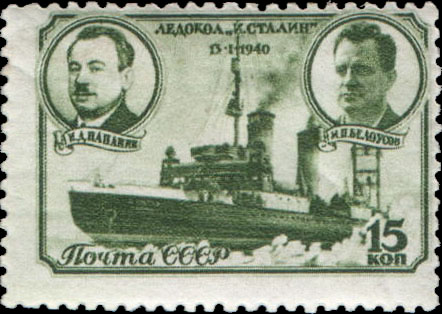
Sello de correos de la URSS del rompehielos "I. Stalin", el retrato representa a los Héroes de la Unión Soviética jefe del Glavsevmorput I. D. Papanin y capitán del rompehielos "I. Stalin" M. P. Belousov.

El Rompehielos Iósif Stalin (posteriormente Сибирь - Sibir - Siberia), (1937 - 1973) fue el primer rompehielos de línea que fue construido en astilleros soviéticos, tomando su nombre del dirigente soviético Stalin.

## Construcción
Sobre la base de la experiencia obtenida en la navegación ártica con el Rompehielos Krassin, construido en Inglaterra en 1917, el mando naval soviético decidió la construcción en 1932 de naves rompehielos, encargando el proyecto al ingeniero Ivan Smorgon. Se aprobó el proyecto en 1934, iniciándose al año la construcción de otros tres buques de la misma clase, el Molotov en los Astilleros del Báltico de Leningrado, así como el Kaganovich y el Mikoyan en Mykolaiv.
El Iósif Stalin se construyó en los Astilleros Ordzhonikidze de Leningrado (hoy San Petersburgo), finalizando los trabajos entre 1937 y 1938. Debido a varios retrasos, se alargó su construcción durante dos años, siendo botado el 29 de abril de 1937.
En su diseño se dedicó especial atención a las condiciones de vida de la tripulación, así como a la mejora del rendimiento de sus motores. Estaba preparado para una tripulación de 138 hombres, y fue preparado para la investigación hidrológica, geoquímica y biológica, entre otras.
Para la exploración ártica se le dotó con la capacidad de portar tres aviones en cubierta, así como potentes emisoras de radio de onda corta, onda larga y emergencia.

## Servicio
El Iósif Stalin fue el mayor rompehielos de la Flota Soviética de su tiempo. El 23 de agosto de 1938 partió hacia el ártico en su primera expedición. El capitán Vladímir Ivánovich Voronin fue el primero en ejercer el mando. Después, al mando del capitán Mijaíl Beloúsov realizó la proeza de realizar un viaje de ida y vuelta en una sola temporada por la Ruta del Mar del Norte. También, al mando del capitán Mijaíl Beloúsov, liberó al Rompehielos Sedov el 18 de enero de 1940, que se había quedado atrapado en el hielo durante 27 meses entre Groenlandia y las Islas Svalbard, en el paralelo 83. Ya el año anterior había llevado a cabo un intento, pero fracasó debido al espesor del hielo. Por esa acción, el rompehielos Iósif Stalin recibió la Orden de Lenin, el 1 de marzo de 1940 con el número 6015.
Durante la Segunda Guerra Mundial se dedicó a mantener abierta la ruta ártica de aprovisionamiento.
En 1958 fue reconstruido totalmente en Vladivostok, y rebautizado con el nombre de Sibir (en ruso: Сибирь - Siberia). Finalmente fue desguazado en 1973. Con el nombre de Sibir fue botado con posterioridad un rompehielos nuclear en 1977.

## Características[1]
- Desplazamiento 11.000 toneladas
- Eslora: 106,9 metros
- Manga: 23,1 metros
- Calado: 8,8 metros
- Potencia: 10.000 caballos de fuerza
- Velocidad: 15,5 nudos
- Combustible: Carbon y gasoil
- Tripulación: 142 hombres